# Hannah Hart
Hannah Maud Hart (San Francisco, 2 de noviembre de 1986), conocida como Harto, es una vlogger, comediante y celebridad de Internet norteamericana. Es reconocida por protagonizar My Drunk Kitchen, una serie semanal de YouTube en la cual ella cocina mientras se encuentra ligeramente intoxicada. Además de su canal oficial, ella posee un canal secundario en el cual ofrece su opinión con respecto a distintos tópicos de interés general.

## Vida personal
Hannah Maud Hart nació el 2 de noviembre de 1986 y creció en el Área de la Bahía de San Francisco. Tiene una hermana mayor, Naomi, y una menor llamada Maggie. Al finalizar sus estudios de nivel secundario, vivió brevemente en Japón durante el otoño del 2006 antes de regresar a su lugar de origen. Asistió a la Universidad de California en Berkeley y se graduó en mayo del 2009 con dos especializaciones: uno en Literatura Inglesa y otro en lenguaje Japonés. Admitió más tarde que se inscribió en clases de japonés a causa de un amor infantil por Sailor Moon.
Luego de su graduación, Hart se trasladó a Brooklyn, New York con el objetivo de ejercer una carrera como escritora. Opto por utilizar sus especializaciones universitarias como traductora para una firma en Manhattan en lugar de perseguir su sueño inicial de ser guionista. Después de 2 meses de abrir una cuenta en YouTube logró formar una sociedad con el sitio web y renunció a su trabajo estable para enfocarse en My Drunk Kitchen. Regreso a Los Ángeles y vivió junto a compañeros de piso hasta mudarse a su propia residencia en enero del 2013.
Hart es reconocida por vestir gorras tejidas al estilo beanie y camisetas lisas, también por poseer una perforación en su fosa nasal izquierda y un tatuaje de play-pausa en su pecho. Posee una mancha azul en la esclerótica de su globo ocular izquierdo.

## Carrera
El éxito de Hart se encuentra dividido entre su canal principal llamado 'MyHarto', en el cual se alojan los vídeos de My Drunk Kitchen, y uno secundario titulado 'YourHarto'. El último contiene material extra de My Drunk Kitchen al igual que vlogs de viaje, actualizaciones generales en cuanto a su vida, respuestas hacia las cartas de sus admiradores y consejos en el ámbito de las relaciones humanas.

### My Drunk Kitchen
Los orígenes de My Drunk Kitchen se remontan a marzo del 2011, durante una visita de Hart al hogar de su hermana. Durante ese momento, se encontraba conversando con una amiga mediante cámara web. Cuando su amiga en cuestión comenta que adoraría que Hart le cocinase algo, Hannah abrió una botella de vino y cocinó un sándwich de queso grillado. Su amiga (también llamada Hannah) sugirió que Hart alojase el vídeo en YouTube para compartirlo con amigos en común. My Drunk Kitchen resultó en un éxito casi de manera inmediata, con más de 3 millones de visitas al canal de Hart en 2 meses, lo cual le ofreció la posibilidad de una sociedad conjunta con YouTube.
Nuevos episodios de My Drunk Kitchen son publicados en el canal oficial de Hanna Hart todos los jueves. En el 2013 Hart fue nominada para el premio a Mejor Interpretación Femenina en Comedia de los Streamy Awards y ganó.